# Kamachumu
Kamachumu ist ein Bezirk (Ward) des Distriktes Muleba in der tansanischen Region Kagera.

## Geografie

### Lage
Kamachumu liegt im Nordwesten von Tansania auf einer Hochfläche in rund 1500 Meter Seehöhe etwa 15 Kilometer westlich vom Victoriasee. Die Fläche des Bezirks beträgt 38,17 Quadratkilometer, bei der Volkszählung 2022 wohnten 17.129 Menschen in 4275 Haushalten.

### Klima
Die Jahresdurchschnittstemperatur in Kamachumu liegt bei 20,8 Grad Celsius, jährlich regnet es 1117 Millimeter.

## Gliederung
Der Bezirk besteht aus fünf Gemeinden (Mtaa) mit 27 Orten (Kitongoji):

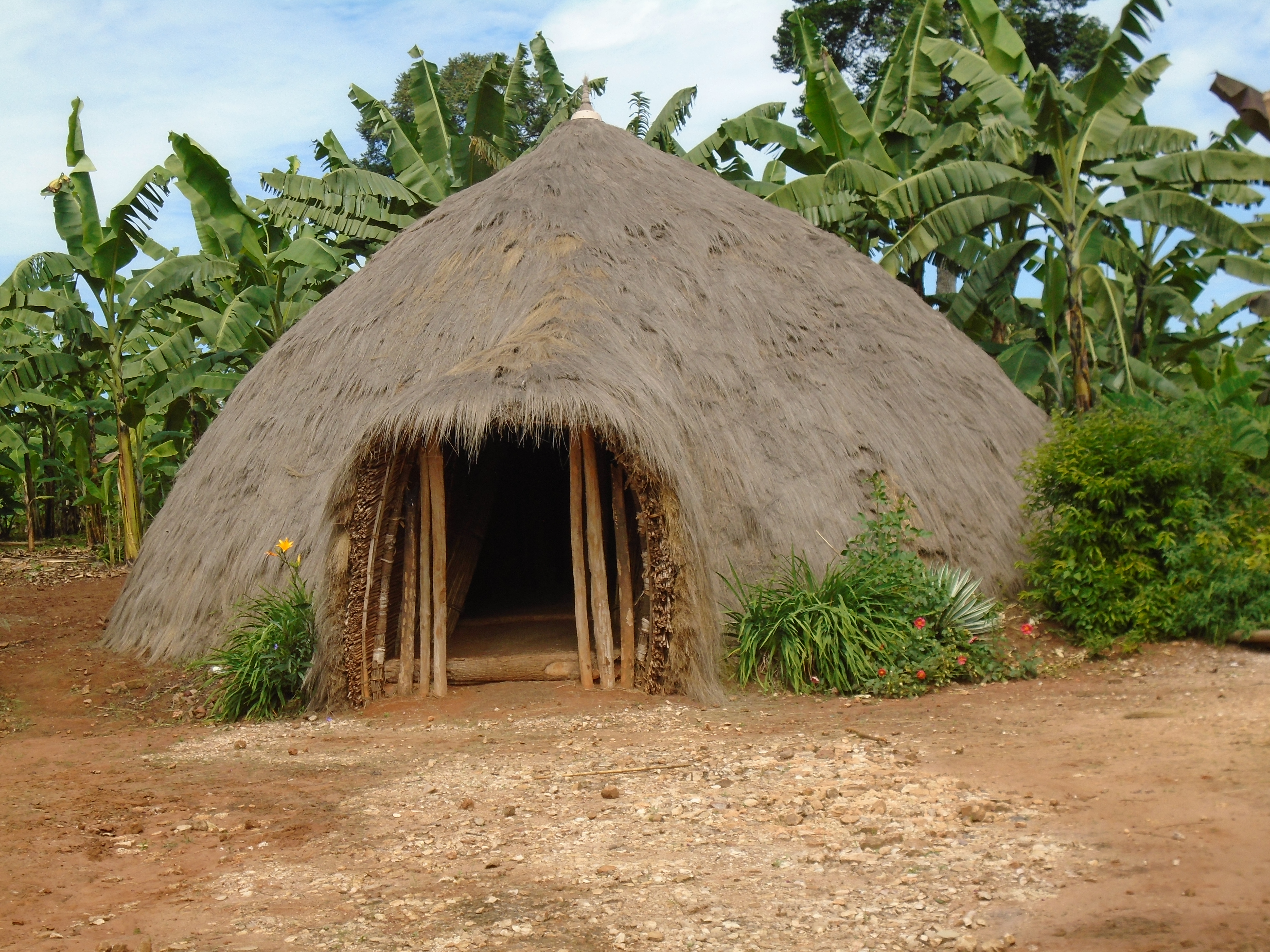
Mushonge-Museum in Kamachumu

| Kamachumu - Buyango - Nyakigoma - Milama - Bulili - Butalindwa - Bughashani | Irogelo - Bulagana - Buhesi - Nyabushozi - Milama - Bubuya - Butalemara - Buyabiro | Bushagara - Katunguru - Bugungamo - Kizigo - Butanyata - Kabumbu | Kafunjo - Kafunjo - Ibale - Bukongo | Bulamula - Buganda A - Buganda B - Buyozi - Bushaka - Mbare - Rohole |

## Infrastruktur
- Bildung: Die Kamachumu Secondary School ist eine 2009 eröffnete staatliche Tagesschule, die Mädchen und Burschen bis zur 4. Stufe ausbildet.[8] Die Rutabo Secondary School ist ebenfalls eine öffentliche Schule. Sie bietet seit 1987 die Unterbringung in einem Internat und die Ausbildung bis zur 6. Stufe.[9]
- Gesundheit: Das Krankenhaus Ndolage in Bushagara wird von der evangelischen Kirche geführt.[10] In Kamachumu befindet sich ein Gesundheitszentrum, das auch stationäre Dienste anbietet.[11]
- Museum: Das Mushonge-Museum zeigt traditionellen Hausbau der Haya.